# Daniele Lupo
Daniele Lupo (Roma, 6 de maio de 1991) é um jogador de vôlei de praia italiano. Conquistou a medalha de ouro em duas ocasiões no Campeonato Europeu de Vôlei de Praia e destacou-se no Circuito Mundial de Voleibol de Praia em três edições.
Em 2012 e 2016, representou, ao lado de Paolo Nicolai, seu país nos Jogos Olímpicos de Verão. Na edição de Londres, ficou em nono lugar e no Rio de Janeiro, conseguiu chegar à final.
Atuando com Paolo Nicolai conquistou a medalha de bronze na edição do FIVB World Tour Finals de 2017 disputada em Hamburgo.